# Dylan Teuns
Dylan Teuns (n. 1 martie 1992, Diest, Province of Brabant⁠(d), Belgia) este un ciclist profesionist beglian, care concurează în prezent pentru echipa Israel–Premier Tech.

## Rezultate în Marile Tururi

### Turul Italiei
1 participare
- 2017: locul 75

### Turul Franței
3 participări
- 2019: locul 44
- 2021: locul 17
- 2022: locul 19

### Turul Spaniei
3 participări
- 2016: locul 100
- 2018: locul 33
- 2019: locul 12